# Cispius problematicus
Cispius problematicus là một loài nhện trong họ Pisauridae.
Loài này thuộc chi Cispius. Cispius problematicus được miêu tả năm 1978 bởi Blandin.